# La Chapelle-Launay
Pour les articles homonymes, voir La Chapelle et Launay.
La Chapelle-Launay est une commune française située en Bretagne, dans le département de la Loire-Atlantique, en région Pays de La Loire.
Ses habitants s'appellent les Capellonésiens et les Capellonésiennes.

## Géographie

Situation de la commune de dans le département de la Loire-Atlantique

### Localisation
La Chapelle-Launay est située sur les bords de l'estuaire de la Loire, à 27 km à l'est de Saint-Nazaire et à 42 km au nord-ouest de Nantes.
Les communes limitrophes de la Chapelle-Launay sont Donges, Prinquiau, Savenay, Campbon et Lavau-sur-Loire. Elles sont situées de la manière suivante :
|           | Campbon            |                 |
| Prinquiau | La Chapelle-Launay | Savenay         |
| Donges    |                    | Lavau-sur-Loire |

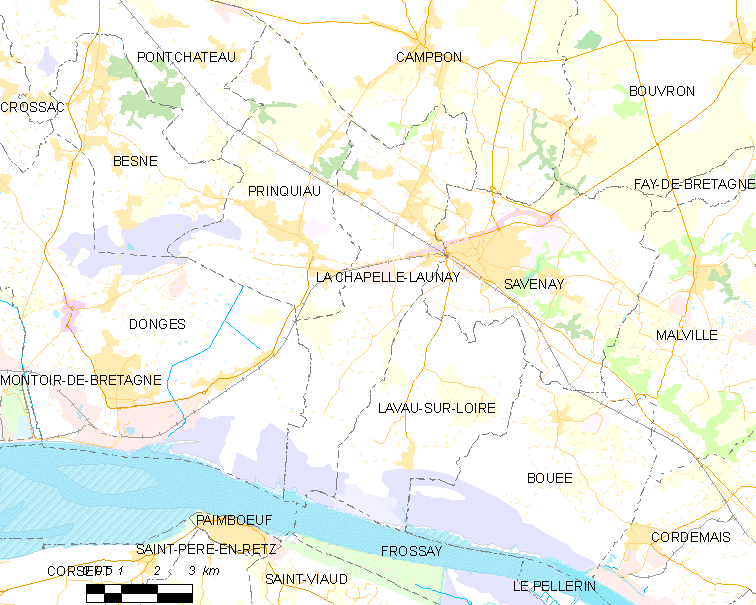

Toutes les communes font partie du canton à l'exception de Donges qui dépend du canton de Montoir-de-Bretagne.

### Géologie
La géologie de la Chapelle Launay est marquée par le Sillon de Bretagne, bordé au nord par le bassin tertiaire de Campbon. Sur un substrat de granite, schiste et gneiss (orogenèse hercynienne) se sont déposés en différents endroits des sédiments, comme dans le bassin sédimentaire de Campbon. La faille a subi deux rejeux verticaux, qui ont défini l'escarpement.

### Topographie
La Chapelle Launay est située sur le Sillon de Bretagne, une chaîne de montagne primaire de Bretagne. Son paysage est donc marqué par l'escarpement qui sépare le revers (plaine de Campbon) de l'escarpement qui marque la descente vers la faille du sillon, où se loge le début des marais de Loire à environ 5 mètres d'altitude. Le paysage de bocage domine, la ligne de crête étant parsemée de quelques bois de feuillus. Cinq grandes failles coupent latéralement le Sillon : la vallée Mismy, la vallée Géraud, la vallée de la Cure, la vallée de Malhara et la vallée de la Carriais.

### Hydrographie
De nombreux ruisseaux marquent l’hydrographie communale. Les cinq vallées creusées dans les cassures du Sillon sont parcourues par des ruisseaux. Deux canaux la Taillée et celui de l'ile de Bougail drainent les eaux vers les marais du bord de Loire qui sont généralement recouverts d'eau l'hiver.

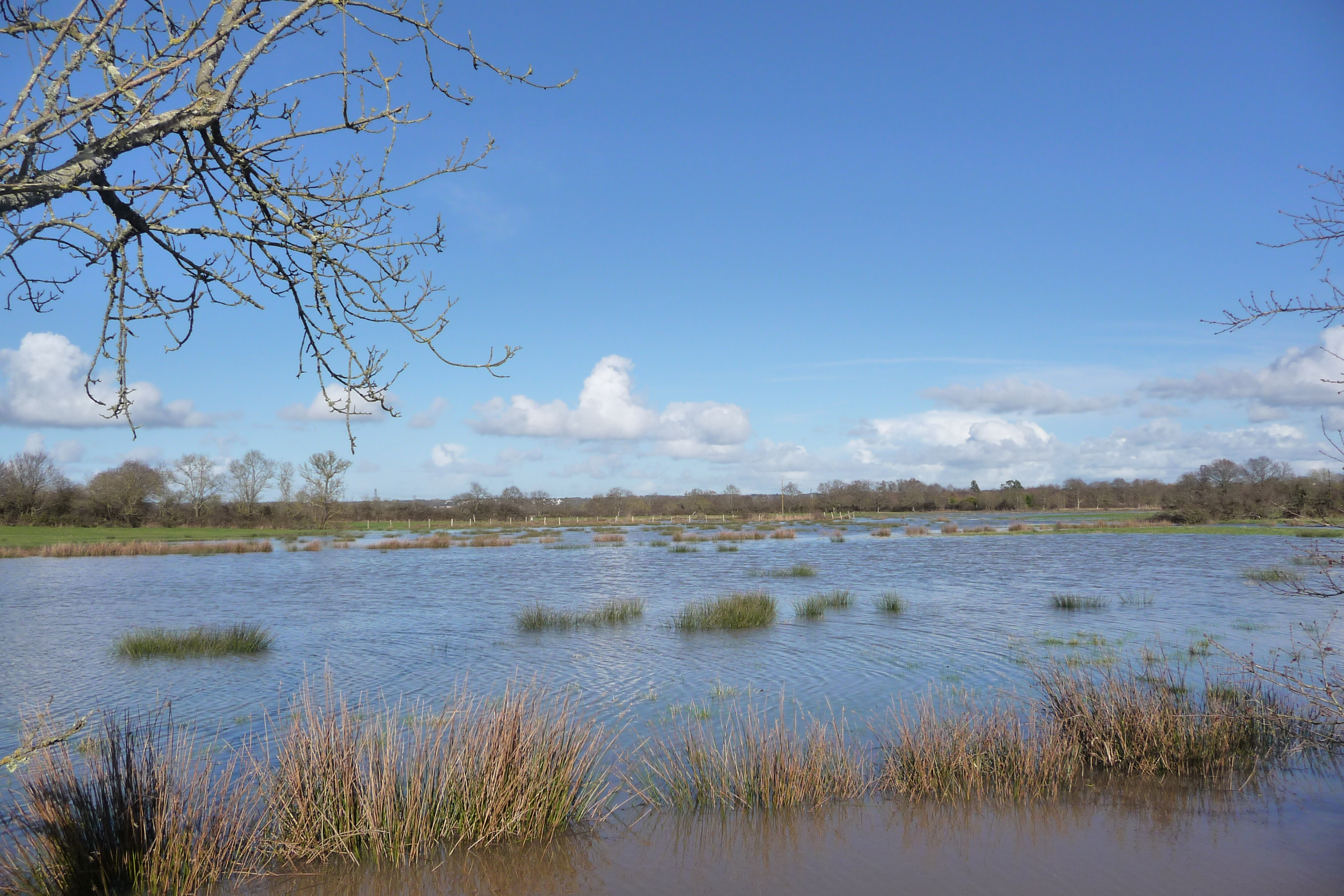
Isle de Bougail
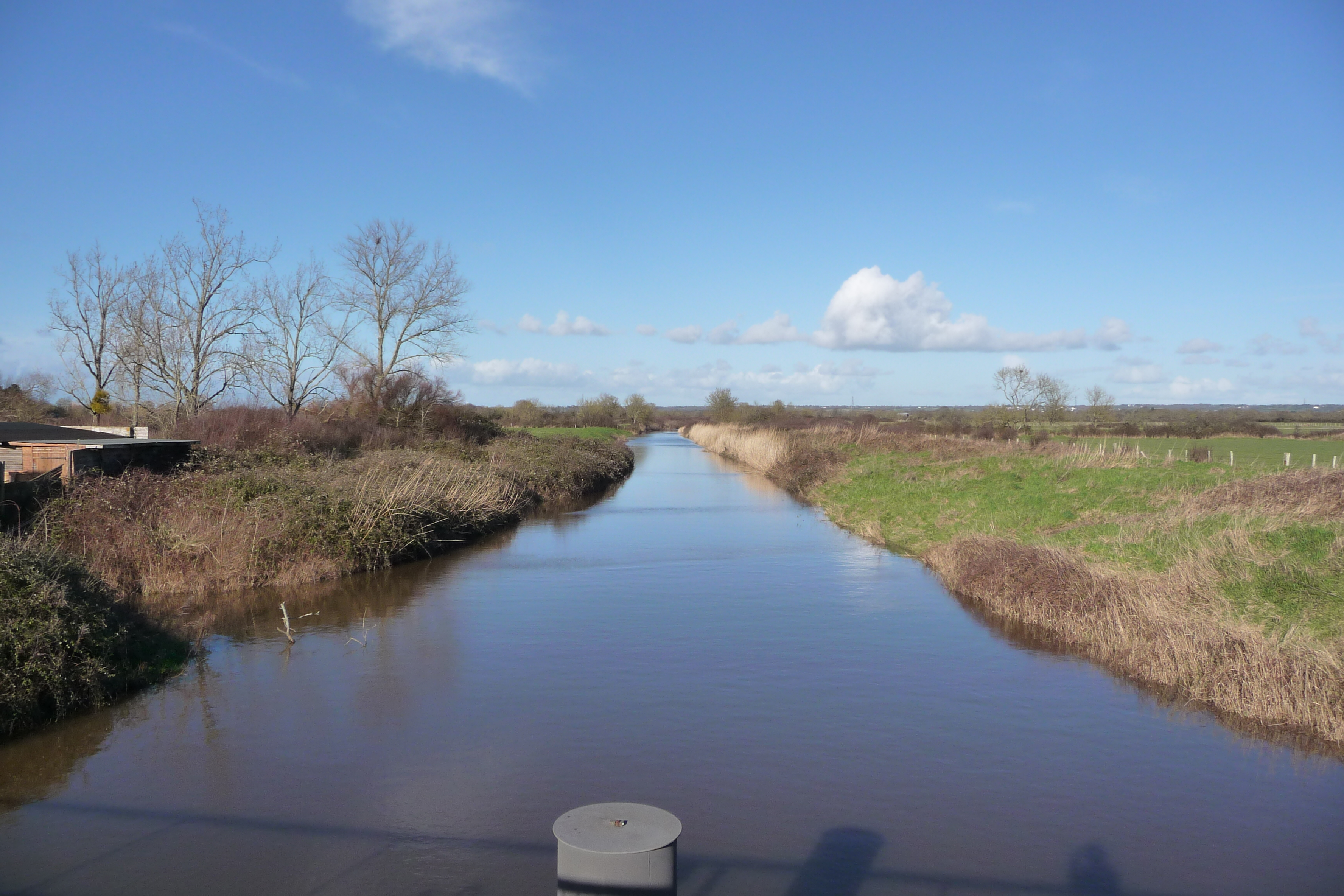
Canal de la Taillée. Photo prise de l'écluse de la taillée.

Au nord-est du sillon, le bassin de Campbon est positionné en tête du bassin versant du Brivet, par le canal de Quilly. La gestion de l'eau sur le territoire communal dépend du Syndicat mixte pour l'aménagement hydraulique du bassin du Brivet et les aménagements ligériens du Syndicat intercommunal d'aménagement de la Loire et de ses affluents de la Loire-Atlantique.

### Climat
Pour des articles plus généraux, voir Climat des Pays de la Loire et Climat de la Loire-Atlantique.
En 2010, le climat de la commune est de type climat océanique franc, selon une étude du CNRS s'appuyant sur une série de données couvrant la période 1971-2000. En 2020, Météo-France publie une typologie des climats de la France métropolitaine dans laquelle la commune est exposée à un climat océanique et est dans la région climatique  Bretagne orientale et méridionale, Pays nantais, Vendée, caractérisée par une faible pluviométrie en été et une bonne insolation.
Pour la période 1971-2000, la température annuelle moyenne est de 11,9 °C, avec une amplitude thermique annuelle de 13 °C. Le cumul annuel moyen de précipitations est de 863 mm, avec 11,6 jours de précipitations en janvier et 6,6 jours en juillet. Pour la période 1991-2020, la température moyenne annuelle observée sur la station météorologique de Météo-France la plus proche, « Saint-Nazaire-Montoir », sur la commune de Montoir-de-Bretagne à 14 km à vol d'oiseau, est de 12,6 °C et le cumul annuel moyen de précipitations est de 792,0 mm,. Pour l'avenir, les paramètres climatiques de la commune estimés pour 2050 selon différents scénarios d'émission de gaz à effet de serre sont consultables sur un site dédié publié par Météo-France en novembre 2022.

### Zones protégées, faune, flore

Spécimens de la faune et de la flore de la Chapelle Launay.
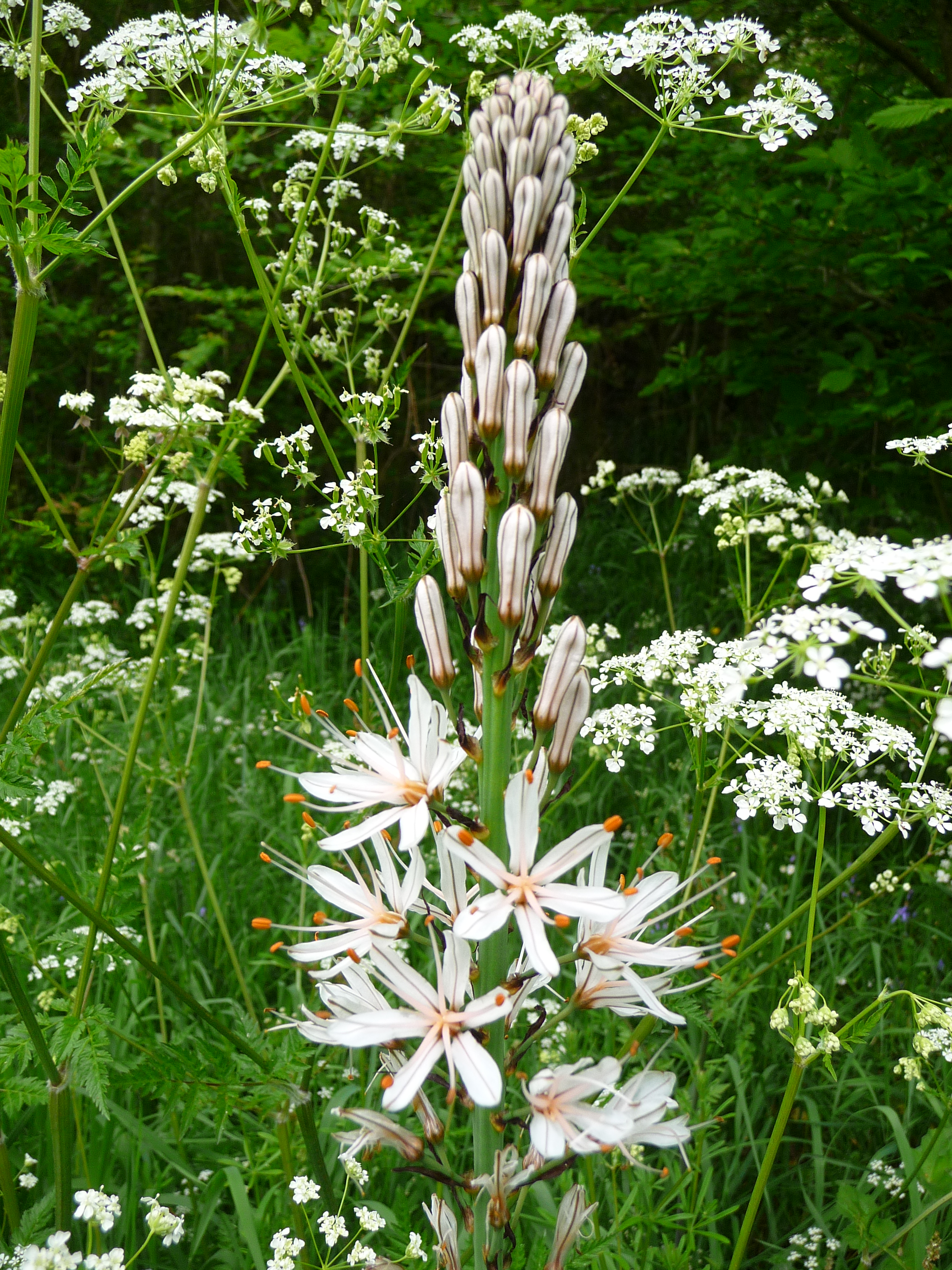
Asphodèle.
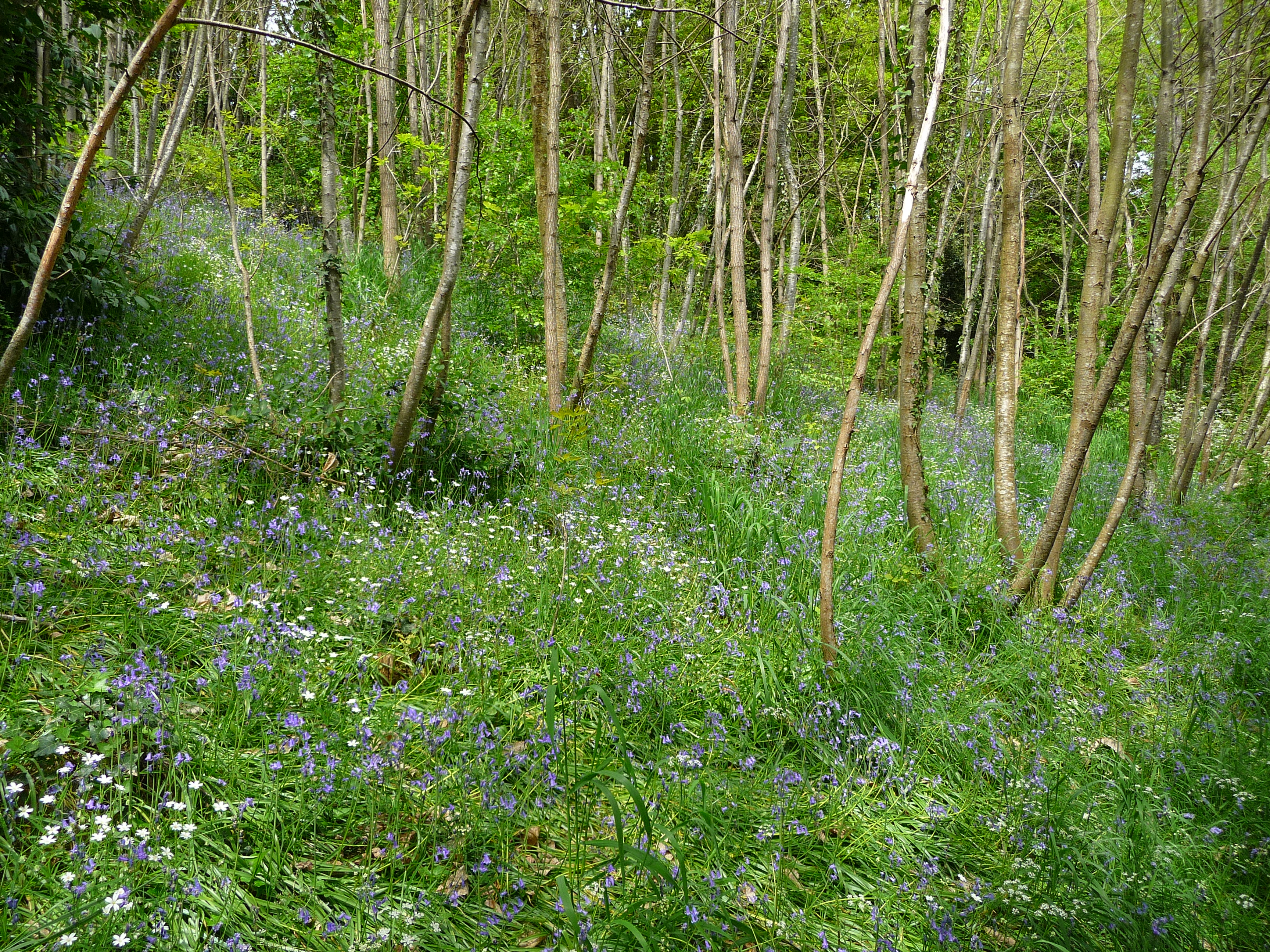
Jacinthe des bois.
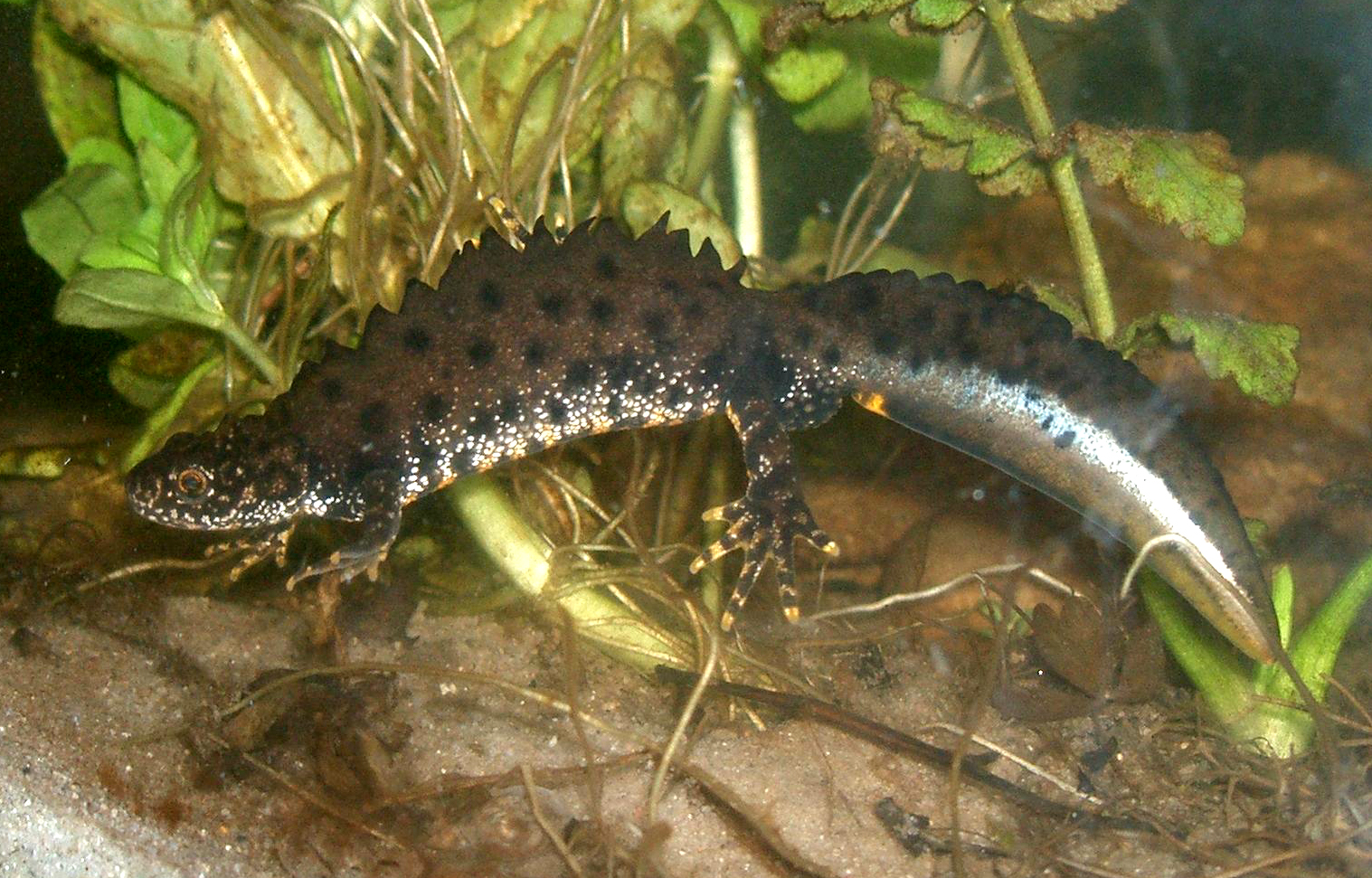
Triton crêté.
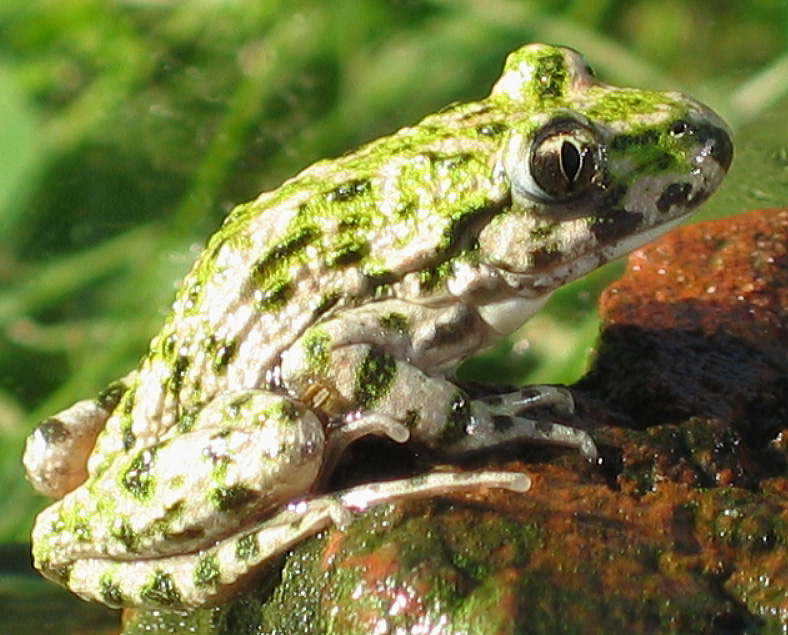
Pélodyte ponctué.
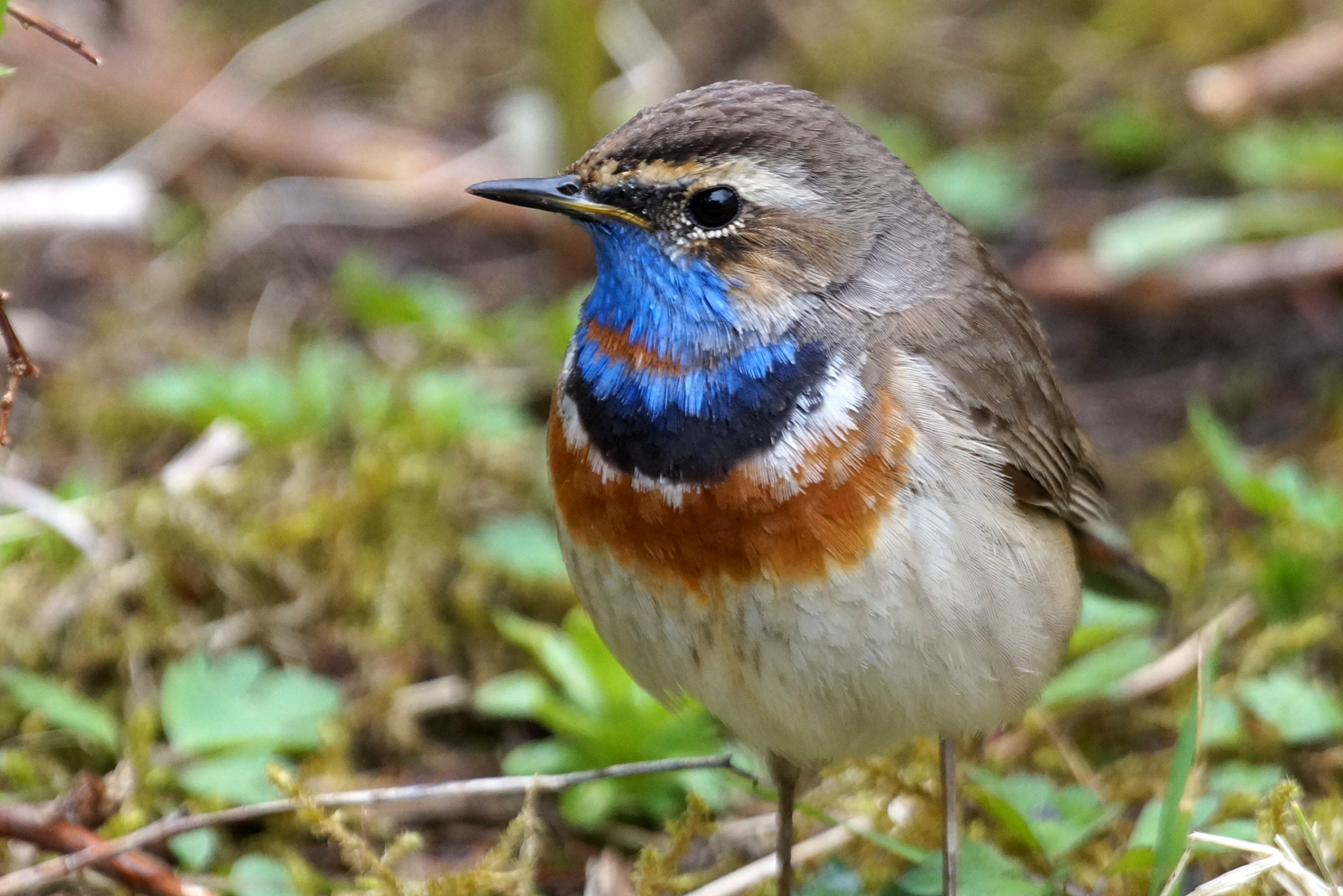
Gorgebleue à miroir.
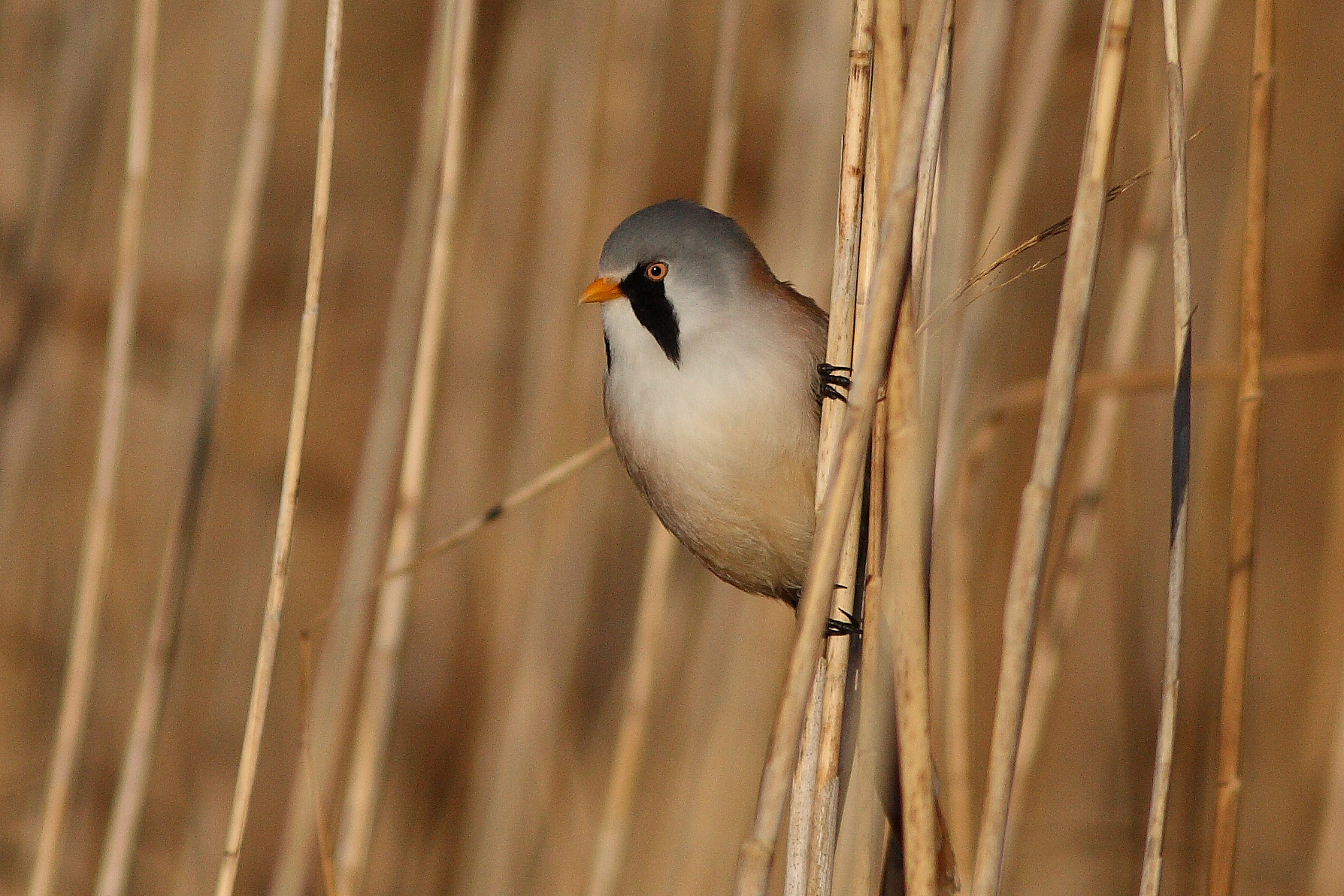
Panure à moustaches.

Les vallées du coteaux du Sillon sont couverts de bois de feuillus (chênaie).
La commune fait partie du grand ensemble constitué par l'estuaire de la Loire, zone humide considérable répertoriée dans de nombreux inventaires : Zone de protection spéciale et site d'importance communautaire pour Natura 2000, zone importante pour la conservation des oiseaux, ZNIEFF de type I et II, zone humide d'importance nationale. La faune avicole accueille entre autres le Chevalier gambette (Tringa totanus), le Busard des roseaux (Circus aeruginosus), le Râle d'eau (Rallus aquaticus), l’Échasse blanche (Himantopus himantopus) et la Tadorne de Belon (Tadorna tadorna). D’autres petits échassiers sont présents, comme le Pluvier argenté (Pluvialis squatarola) et le Vanneau huppé (Vanellus vanellus). On observe également des passereaux comme le Pipit farlouse (Anthus pratensis), la Panure à moustaches (Panurus biarmicus), le Bruant des roseaux (Emberiza schoeniclus) et le Gorgebleue à miroir (Luscinia svecica).

### Voies de communication et de transport
La commune est le lieu d'importants croisements de réseaux de transport.
Le réseau routier est marqué par la présence de la N 165 (Nantes-Brest) et de la N 171 (Laval-La Baule). Ces routes découpent le territoire de la commune. Le trafic moyen s'élève à 48 000 véhicules par jour sur la N 165 et peut atteindre 65 000 véhicules par jour en retour de week-end. Une route départementale, la D 17/D 217, longe le sillon au pied de l'escarpement et permet de rejoindre Saint-Étienne-de-Montluc et au-delà, Nantes. Elle permet encore à plus de 5 000 véhicules par jour de circuler. Enfin, la D 771, d'orientation ouest-est, longe la N 171 en direction de Prinquiau puis Saint-Nazaire.
Deux voies ferrées parcourent le bas du sillon de Bretagne, sur la ligne de faille. Les voies sont en direction de Redon et de Saint-Nazaire.
L'espace communal de la Chapelle Launay est aussi traversé par des réseaux de transport d'énergie, des gazoducs issus du terminal méthanier de Montoir.
La commune au niveau de l'aménagement numérique de l'internet, ne possède pas de DSLAM, au 15 mai 2013 à Vérac le débit de la ligne ADSL Re est de 340 Ko.

## Urbanisme

### Typologie
Au 1er janvier 2024, La Chapelle-Launay est catégorisée commune rurale à habitat dispersé, selon la nouvelle grille communale de densité à sept niveaux définie par l'Insee en 2022.
Elle appartient à l'unité urbaine de Savenay, une agglomération intra-départementale regroupant deux  communes, dont elle est une commune de la banlieue,,. Par ailleurs la commune fait partie de l'aire d'attraction de Nantes, dont elle est une commune de la couronne,. Cette aire, qui regroupe 116 communes, est catégorisée dans les aires de 700 000 habitants ou plus (hors Paris),.
La commune, bordée par l'estuaire de la Loire, est également une commune littorale au sens de la loi du 3 janvier 1986, dite loi littoral. Des dispositions spécifiques d’urbanisme s’y appliquent dès lors afin de préserver les espaces naturels, les sites, les paysages et l’équilibre écologique du littoral, tel le principe d'inconstructibilité, en dehors des espaces urbanisés, sur la bande littorale des 100 mètres, ou plus si le plan local d’urbanisme le prévoit.

### Occupation des sols
L'occupation des sols de la commune, telle qu'elle ressort de la base de données européenne d’occupation biophysique des sols Corine Land Cover (CLC), est marquée par l'importance des territoires agricoles (80,8 % en 2018), en diminution par rapport à 1990 (84,1 %). La répartition détaillée en 2018 est la suivante : 
prairies (40,2 %), zones agricoles hétérogènes (33,1 %), zones urbanisées (8,6 %), terres arables (7,5 %), zones humides intérieures (6,9 %), zones industrielles ou commerciales et réseaux de communication (2,6 %), forêts (1 %), eaux maritimes (0,1 %). L'évolution de l’occupation des sols de la commune et de ses infrastructures peut être observée sur les différentes représentations cartographiques du territoire : la carte de Cassini (XVIIIe siècle), la carte d'état-major (1820-1866) et les cartes ou photos aériennes de l'IGN pour la période actuelle (1950 à aujourd'hui).

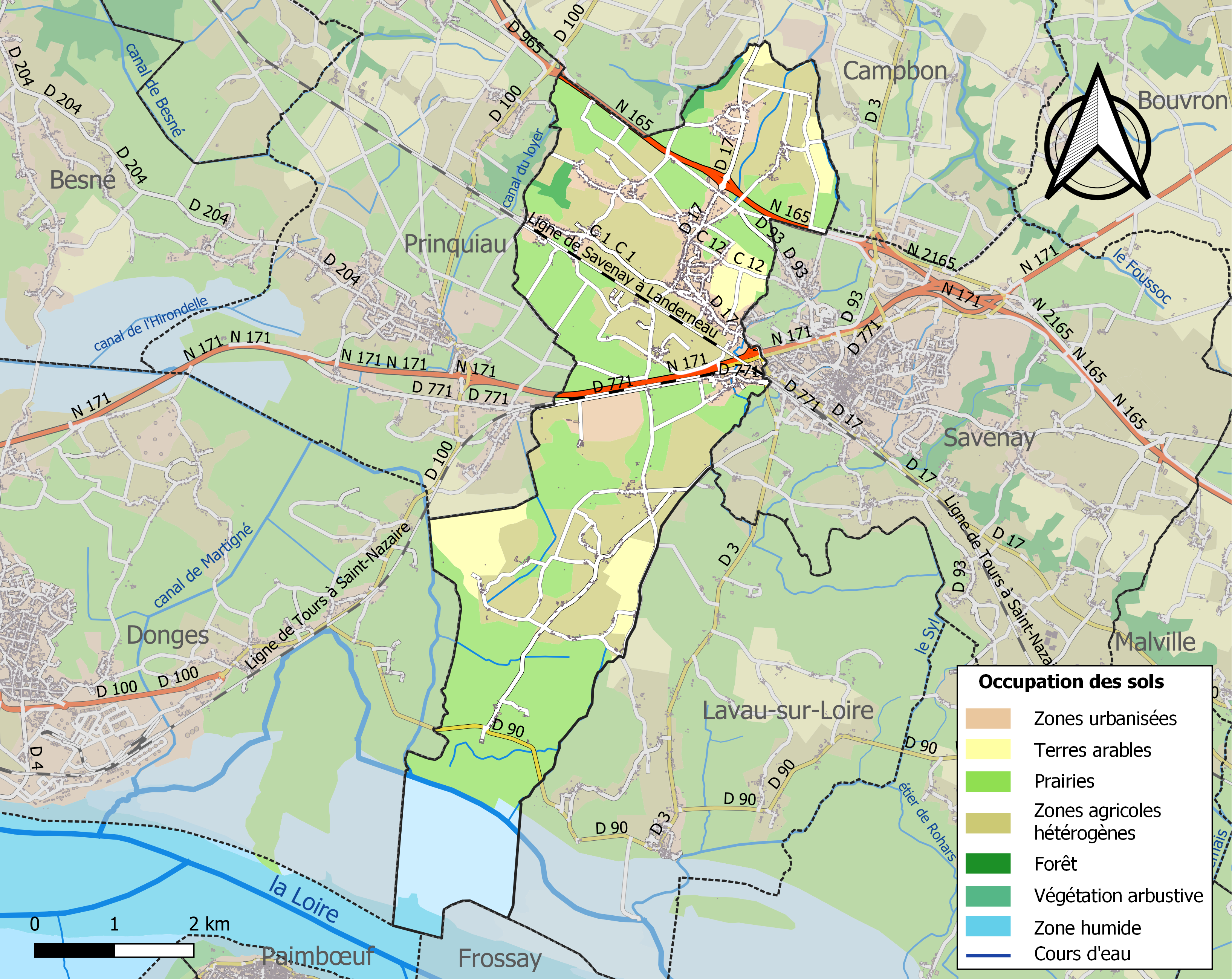
Carte des infrastructures et de l'occupation des sols de la commune en 2018 (CLC).

## Toponymie
Le nom de la localité est attesté sous les formes Alténum, Capellam de Alneto en 1287, Capella de Alneto et Capella de Auneio, La Chapelle en 1815, Chapelle de l'Aulnaye et enfin Chapelle de Launay.
La Chapelle-Launay vient de l'ancien français Capella de Alneto, « la chapelle du lieu planté d'aulnes ».
La Chapelle-Launay possède un nom en gallo, la langue d'oïl locale, écrit La Chapelle ou La Chapelle Laonai selon l'écriture ABCD ; La Chapèl Laonaï selon l'écriture MOGA ou La Chapèll-L'Aunaèy selon l'écriture ELG. En gallo, le nom de la commune se prononce [la.ʃa.pɛl] ou [la.ʃa.pɛl.law.naj],.
Le nom en breton Chapel-ar-Wern est attesté depuis 1979.

## Histoire

### Antiquité
Les Namnètes étaient une tribu gauloise secondaire, située au nord de la Loire et dépendante des puissants Vénètes, qui contrôlaient le débouché de la Loire et le commerce de l'étain avec les îles britanniques (port de Corbilo, encore mal situé, le nord de l'estuaire était constitué par un vaste golfe maritime, parsemé d'îles et fermé par la presqu'île de Guérande, dont la Brière forme aujourd'hui un vestige.
Les Namnètes n'acquièront de territoire distinct qu'après la conquête de la Gaule par César. Leur territoire sera constitué de la moitié est de celui des Venetes, sur la rive droite de la Loire, et sera inclus dans la province "Lyonnaise IIIème".

### Période Romaine
La conquête romaine se produisit l'année 57 av. J.-C. Alors que César termine de soumettre les Belges, Publius Crassus, fils du triumvir Marcus Licinius Crassus, est envoyé avec une seule légion (la VII, qui revient de Gaule belgique) contre les Vénètes, Unelles, Osismes, Coriosolites, Esuvii, Aulerques et Riedones, qui sont des peuples maritimes de la côte Atlantique (aujourd'hui de la Normandie à la Garonne) et les soumet. Il hiverne avec la septième légion chez les Andes. L'année suivante, la région est pacifiée avec la défaite des Vénètes.
César, qui se trouve alors en Italie et qui croit la Gaule déjà pacifiée, ordonne la construction d'une flotte sur la Loire et la mobilisation de marins. La nouvelle coalition gauloise menée par les Vénètes se prépare à la colère de César, et mobilise les Osismes, Lexoviens, Namnètes, Ambilatres, Morins, Diablintes et Ménapiens, ainsi que quelques Bretons. Conscients qu'ils vont devoir se battre contre les Romains, les Gaulois comptent profiter de leur science maritime, du grand nombre de leurs navires lourds, adaptés aux conditions atmosphériques difficiles de l'Atlantique, du manque de provisions des Romains, et surtout de leur connaissance de la configuration géographique locale (le Golfe du Morbihan) : côte très disséquée parsemée d'îles nombreuses offrant de nombreux abris qu'ils connaissent bien, abers barrant les gués à marée haute, ports rares et disséminés. Le proconsul romain, qui n'est pas de retour en Gaule avant la fin du mois d'avril, déploie son armée afin d'occuper tous les territoires soumis et d'éviter la propagation de la rébellion hors de l'Armorique.
La flotte romaine d'une centaine de navires, commandée par Junius Brutus, fait face à 220 gros navires gaulois. L’affrontement a lieu l'été. Les projectiles tirés des navires romains ne peuvent atteindre les navires gaulois, beaucoup plus hauts, alors que les Gaulois peuvent attaquer facilement les Romains. Le seul moyen d'attaque des Romains, une sorte de faux utilisée pour sectionner les voiles et immobiliser les navires vénètes, les rendant ainsi impuissants et permettant aux soldats romains plus aguerris d'envahir les bateaux, se révèle très efficace. Lorsque le vent tombe alors que les Gaulois commencent à battre en retraite, ces derniers se retrouvent sans moyen d'attaque maritime : ils sont vaincus pendant la bataille navale du Morbihan,.
Une fois leur flotte détruite, les Celtes n'ont plus les moyens de lutter et se rendent, ce qui met fin à la guerre des Vénètes. César, vainqueur, fait alors exécuter tous les membres du Sénat vénète, le reste de la population est déporté et réduit en esclavage.
Fin 1906, on découvrit les restes d'une céramique brisée par la charrue qui contenait 3 000 à 4 000 pièces en billon. Les dernières pièces sont au nom d'Aurélien (270-275) ce qui permet de dater l'enfouissement au moment des troubles des années 270-275. Parmi les monnaies figuraient 39 deniers en assez mauvais état des Antonins (IIe siècle), un unique aureus au nom de l'usurpateur gallo-romain Postumus, une bague en or portant les lettres RIC sur le chaton et 7 cuillères en argent.
À la Chapelle Launay apparaissent des imitations radiées au nom de Tétricus, de frappe locale vraisemblablement de Donges.

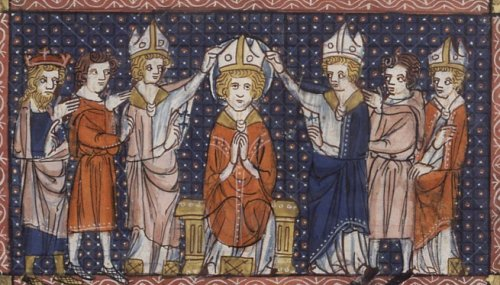
Hilaire de Poitiers, évangélisateur de la région.

Au IVe siècle, saint Hilaire, évêque de Poitiers, arrive dans la région pour l'évangéliser. Entre 430 et 448 saint Germain d'Auxerre accomplit la deuxième évangélisation.
La région reste romaine, jusqu'à la bataille de Soissons en 486, opposant le nouveau roi franc, Clovis Ier, et Syagrius le dernier représentant de l'autorité gallo-romaine.

### Neustrie
La région, passée sous domination franque, subit progressivement l'expansion des Bretons.
Au cours de la première moitié du VIe siècle, les Bretons s'implantent dans le Vannetais, qui deviendra le Broërec, mais échouent à s'emparer de la ville de Vannes.
En 578, Waroch conquiert la ville de Vannes et vainc l'armée de Chilpéric au bord de la Vilaine. Il mène par la suite de nombreuses incursions sur les régions franques de Rennes et Nantes, ce qui provoque l'envoi d'une armée par le roi Gontran en 590. La rivalité entre les deux chefs de cette expédition, Beppolène et Ebrachaire, provoque leur défaite, malgré une reprise de courte durée de Vannes par ce dernier.
À la fin du VIe siècle, une population « entièrement bretonne de langue et de mœurs » s'établit dans « le pays de Guérande, et généralement toute cette partie de l'évêché de Nantes comprise entre la Vilaine, la Loire et une ligne allant de Savenay à La Roche-Bernard par Pont-Château ».
En 753, Pépin le Bref prend Vannes et décide de créer la marche de Bretagne, afin de protéger le royaume Franc des incursions bretonnes.

### Le démantèlement de la Marche
À la suite des révoltes de 811 et 818, Louis le Pieux nomme Nominoë comte de Vannes en 819, puis ducatus ipsius gentis des Bretons en 831.
La révolte de 824, menée par Wiomarc'h, fut d'une ampleur telle que Louis le Pieux dut intervenir en personne accompagné de ses fils Pépin et Louis.
En 840, Louis le Pieux meurt. En 841, Charles le Chauve confie le comté de Nantes à Renaud d'Herbauges, lequel tente d'attaquer Nominoë en 843, mais est vaincu et tué à la bataille de Messac. À la suite de son décès, Nantes est mise à sac par les Vikings, et Lambert II de Nantes, allié de Nominoë, se rend maître de la ville à leur départ.
La Bataille de Ballon, nouvelle victoire de Nominoë sur Charles le Chauve marque, en 845 l'indépendance de la Bretagne, concrétisée par un traité en 846. La même année, Charles le Chauve nomme un certain Amaury comte de Nantes et préfet de la marche.

### Royaume de Bretagne
En 849, les hostilités reprennent, avec des raids en profondeur en Francie occidentale et la prise de Rennes et de Nantes. En 851, Nominoë meurt en campagne près de Vendôme. Erispoë, son fils, lui succède et écrase l'armée franque à la bataille de Jengland. Au traité d'Angers, Charles le Chauve concède les insignes de la royauté à Erispoë, avec les comtés de Rennes et de Nantes ainsi que le pays de Retz.
La marche de Bretagne est alors totalement incorporée au royaume de Bretagne.

### Période angevine
En 907, à la suite de la mort du roi Alain le Grand, à qui succède Gourmaëlon, comte de Cornouaille et prince de Bretagne de 908 à 913, les attaques vikings ravagent à nouveau le royaume de Bretagne. Face aux menaces vikings et à leurs razzias, Robert Ier de France qui combat les Normands à travers toute la Neustrie, organise avec Foulque Ier d'Anjou la défense des frontières occidentales de la Neustrie. Foulque Ier reçoit alors le comté de Nantes dont il est chargé d'organiser la défense.

### La période de domination scandinave (919-937)
De 919 à 939 la région est administrée par les Vikings. Avec l’aide d’une troupe de Bretons exilés et d’Anglais, Alain Barbetorte reprend la région de  937 à 939.

### Duché de Bretagne
Après la disparition du royaume de Bretagne, le duché de Bretagne a pour premier souverain Alain Barbetorte. Bien que les souverains de Bretagne revendiquent déjà le titre de duc de Bretagne dès cette période, les rois de Francie occidentale ne leur reconnaissent que le titre de comtes de Bretagne jusqu'au règne d'Alix de Thouars, mariée en 1213 avec le capétien Pierre Mauclerc.
Jusqu’au Xe siècle, la Bretagne est durement touchée par les attaques des Vikings et des Normands et l’autorité des rois et des ducs de Bretagne est quasiment inexistante. Les luttes dynastiques provoquent l’éclatement entre plusieurs comtés rivaux, et l’autorité se trouve encore plus affaiblie par les revendications persistantes des seigneurs voisins, duc de Normandie et comte d’Anjou. Ce processus de fragmentation politique est arrêté et renversé par des mariages qui aboutissent à investir du titre ducal un seul individu, Alain IV Fergent.
Le territoire de Savenay a été évangélisé au Xe siècle par les disciples de saint Martin de Vertou. La première paroisse de Savenay regroupait le Nord de la Chapelle Launay, Savenay, Lavau et Bouée.

#### Les guerres de succession
Dans la période suivante les ducs de Bretagne doivent lutter contre les comtes de Nantes. Ces querelles de succession font passer par moments la région sous le giron de la maison d'Anjou. La plus longue de ces périodes s'ouvre de 1156 à 1203. En 1203 la Bretagne se place sous domination des Capétiens (époque de la dynastie de Dreux XIIIe – XIVe siècle).
La deuxième guerre de Succession de Bretagne met aux prises les partisans du demi-frère du défunt duc Jean III, Jean de Montfort qui s'appuie sur les États de Bretagne convoqués à Nantes, et ceux de Charles de Blois, soutenu par le roi de France Philippe VI et reconnu duc de Bretagne par les pairs du royaume. La dynastie de Montfort (XIVe – XVIe siècle) sort victorieuse du conflit.

#### Rattachement à la France
La fronde contre le roi de France, la « guerre folle », conduira à l'union de la France et de la Bretagne, par le mariage de la duchesse Anne et du roi Charles VIII en 1491.

### La Chapelle Launay du Moyen Âge à la Révolution
La paroisse de la Chapelle Launay se situe sur 2 grandes juridictions, la partie Nord dépend de la châtellenie de Campbon, qui est dans les possessions des Barons de Pontchâteau.
La partie sud dépend de la seigneurie de Mareil, sans doute dépendante de la Vicomté de Donges.
- XIIe siècle : fondation de l'Abbaye de Blanche Couronne. Abbatia de Alba Corona. C'est de 1161 que date le premier document sur l'Abbaye de Blanche Couronne. Son abbé fait partie des juges du différend qu'eurent des chanoines de Nantes avec des religieux de Quimperlé pour la propriété d'une des églises de Nantes[36]. Elle abrita des moines jusqu'à la révolution.
- Une charte de (1156-1169), contient une transaction passée, en présence de l'archevêque de Tours, entre l'évêque de Nantes et l'abbé de l'Abbaye de Marmoutier (Tours), au sujet de la nomination des curés de Pontchâteau et de la Chapelle-Launay. Marmoutier recueillit les dîmes et les rentes ecclésiastiques des deux paroisses[37].
- La paroisse est citée en 1188, pour un litige fiscal portant sur les dîmes de la paroisse, entre Guérin Seigneur de Saint-Etienne-de-Montluc et Hugon prieur de Pontchâteau.
- 1209 : Première mention des Seigneurs de Mareil par le biais d'une Charte de Geoffroi, seigneur d'Ancenis et baillistre (ballivus) de la terre du vicomte de Donges, notifiant les conventions arrêtées entre Guillaume de Mareil (Willelmus de Maroil) et Prieur de Jorzac, touchant le futur mariage de la fille de Guillaume de Mareil avec le fils de Prieur de Jorzac[38]. Guillaume donne notamment à son futur gendre des terres sur Savenay et au Mas, ainsi que les revenus de la dîme prélevée sur Mareil.
- La paroisse est citée une troisième fois en 1236 dans un acte de donation entre Noble Dame Constance de Pontchâteau et l'Abbaye de Blanche-Couronne. La donation a pour objet des rentes issues de près sur la paroisse de Montoir, ainsi que le tiers de son fief de Launay (Feodum de Alneto)[39].
- 1298 : Nouvelle mention des Seigneurs de Mareil par le biais du mariage de Hilaire de Mareil fille du Chevalier Guillaume de Mareil avec Jean de Maure. En 1329 : Fondation d'une Chapellenie par Hilaire de Mareil. Leur mariage apporta comme bien à la famille de Maure, la Haye de Mareil qui devient la Haye de Maure[40].

Seigneurs de Maure De gueules, au croissant de vair.
Seigneurs de Mareil Échiqueté de gueules et d'hermine.

- Terres et Juridictions citées dans les enquêtes de la réformation des feux en 1429 : La Baratais (La Baratterais), Le Fresné (Le Fresne), La Haie de Mareil (Haie de Maure) et Mareil[41]. Il est à noter que le Fresne appartient à la famille de Pontchâteau.
- 1488 : Établissement d'une garnison à Mareil par François II de Bretagne. Voir la Guerre folle.
- 18 septembre 1538, les habitants de différentes paroisses dont la Chapelle Launay sont déclarés copropriétaires de la Grande Brière. Le roi François Ier[42] confirma dans leur pleine jouissance et leur pleine propriété du marais les habitants de quatorze paroisses.
- 1565 : La vente de la Chatellainie de Campbon fait passer la Chapelle Launay de la tutelle des Barons de Pontchâteau à celle de la famille du Cambout qui ont acquis par le mariage de René du Cambout, grand veneur et gouverneur-réformateur des eaux et forêts de Bretagne, avec Françoise de Baye, dame de Coislin, la seigneurie de Coislin en 1552.
- 1587 : François du Cambout, achète le fief des Hospitaliers de Campbon, ce fief contient notamment la Terre de la Touche-Basse à la Chapelle Launay, il est probable que ce fief est issu d'une ancienne seigneurie templière.
- 1625 : Charles du Cambout, chevalier des ordres du roi, son lieutenant en Bretagne, et gouverneur des ville et château de Brest. Ce fut en sa faveur que le roi érigea la terre et seigneurie en marquisat de Coislin, par ses lettres du mois d'août 1634 portant union des seigneuries de Coislin, de Quilly et la châtellenie de Campbon, et par d'autres de surannation, du mois de décembre 1656, enregistrées au Parlement de Bretagne le 11 octobre 1659, et à la Chambre des comptes l'an 1661.
- 1663 : Les baronnies de La Roche-Bernard et de Pontchâteau furent unies à ce marquisat, érigé en duché-pairie de Coislin par lettres du mois de décembre 1663, enregistrées au Parlement le 5 du même mois, et à la Chambre des comptes le 16 avril 1671, en faveur d'Armand du Cambout, qui fut depuis chevalier des ordres du roi et lieutenant-général de ses armées.

- 1745 : Donation par Testament de Henri-Charles de Coislin à la fabrique de la paroisse.
- 1771 : Formation de la Société DEBRAY et Cie, pour l'assèchement des Marais.
- 1793 : bataille de Savenay, une partie des survivants tentent de gagner la Loire ou de se cacher dans les Bois de la Chapelle Launay et Prinquiau (Bois de Sem). Pendant la période révolutionnaire, les municipalités de la Chapelle-Launay et Prinquiau sont décrites comme anti-révolutionnaires[43].

### DuXIXeauXXIesiècle
L'année 1857 voit l'arrivée du chemin de fer à Savenay. La commune est traversée par la ligne Paris-Croisic.
La Seconde Guerre mondiale se prolongea dans l'estuaire durant 9 mois de plus (d'août 1944 au 11 mai 1945) que dans le reste du département : c'est l'épisode connu sous le nom de Poche de Saint-Nazaire.

## Héraldique
| Blason | Blasonnement : Coupé : au premier, échiqueté d'argent et de gueules, les points d'argent chargés chacun d'une moucheture d'hermine de sable ; au second, parti : au premier, d'azur à une couronne marquisale d'or, et au second, d'argent à une branche d'aulne de sinople posée en barre ; à la plaine fascée ondée d'argent et d'azur de quatre pièces brochant sur le parti. Commentaires : Le chef évoque le blasonnement de la Famille de Mareil (échiqueté d'argent et de gueules, chargé d'hermines). La couronne évoque l'appartenance au Marquisat de Coislin et la branche d'aulne évoque le nom de la commune. L'onde évoque la Loire. Blason conçu par Olivier Cruau (délibération municipale du 23 février 1993). |

## Politique et administration

### Liste des maires
De 1789 à 1799, les agents municipaux (maires) sont élus au suffrage direct pour 2 ans et rééligibles, par les citoyens actifs de la commune, contribuables payant une contribution au moins égale à 3 journées de travail dans la commune. Sont éligibles ceux qui paient un impôt au moins équivalent à dix journées de travail.
De 1799 à 1848, La constitution du 22 frimaire an VIII (13 décembre 1799) revient sur l’élection du maire, les maires sont nommés par le préfet pour les communes de moins de 5 000 habitants. La Restauration instaure la nomination des maires et des conseillers municipaux. Après 1831, les maires sont nommés (par le roi pour les communes de plus de 3 000 habitants, par le préfet pour les plus petites), mais les conseillers municipaux sont élus pour six ans.
Du 3 juillet 1848 à 1851, les maires sont élus par le conseil municipal pour les communes de moins de 6 000 habitants.
De 1851 à 1871, les maires sont nommés par le préfet, pour les communes de moins de 3 000 habitants et pour 5 ans à partir de 1855.
Depuis 1871, les maires sont élus par le conseil municipal à la suite de son élection au suffrage universel.

## Population et société

### Démographie
Selon le classement établi par l'Insee, La Chapelle-Launay fait partie de l'aire urbaine de Nantes, de l'unité urbaine et du bassin de vie de Savenay et de la zone d'emploi de Saint-Nazaire. Toujours selon l'Insee, en 2010, la répartition de la population sur le territoire de la commune était considérée comme « peu dense » : 37 % des habitants résidaient dans des zones « intermédiaires », 60 % dans des zones « peu denses »et 3 % dans des zones « très peu denses ».

#### Évolution démographique
L'évolution du nombre d'habitants est connue à travers les recensements de la population effectués dans la commune depuis 1793. Pour les communes de moins de 10 000 habitants, une enquête de recensement portant sur toute la population est réalisée tous les cinq ans, les populations de référence des années intermédiaires étant quant à elles estimées par interpolation ou extrapolation. Pour la commune, le premier recensement exhaustif entrant dans le cadre du nouveau dispositif a été réalisé en 2007.

En 2022, la commune comptait 3 246 habitants, en évolution de +8,82 % par rapport à 2016 (Loire-Atlantique : +6,68 %, France hors Mayotte : +2,11 %).
| 1793  | 1800  | 1806  | 1821  | 1831  | 1836  | 1841  | 1846  | 1851  |
| ----- | ----- | ----- | ----- | ----- | ----- | ----- | ----- | ----- |
| 1 169 | 1 120 | 1 182 | 1 442 | 1 423 | 1 296 | 1 275 | 1 443 | 1 511 |

| 1856  | 1861  | 1866  | 1872  | 1876  | 1881  | 1886  | 1891  | 1896  |
| ----- | ----- | ----- | ----- | ----- | ----- | ----- | ----- | ----- |
| 1 585 | 1 649 | 1 579 | 1 576 | 1 593 | 1 571 | 1 565 | 1 514 | 1 448 |

| 1901  | 1906  | 1911  | 1921  | 1926  | 1931  | 1936  | 1946  | 1954  |
| ----- | ----- | ----- | ----- | ----- | ----- | ----- | ----- | ----- |
| 1 454 | 1 450 | 1 376 | 1 208 | 1 241 | 1 125 | 1 088 | 1 297 | 1 274 |

| 1962  | 1968  | 1975  | 1982  | 1990  | 1999  | 2006  | 2007  | 2012  |
| ----- | ----- | ----- | ----- | ----- | ----- | ----- | ----- | ----- |
| 1 211 | 1 307 | 1 354 | 1 839 | 2 249 | 2 256 | 2 634 | 2 688 | 2 803 |

| 2017  | 2022  | - | - | - | - | - | - | - |
| ----- | ----- | - | - | - | - | - | - | - |
| 3 052 | 3 246 | - | - | - | - | - | - | - |

#### Pyramide des âges
La population de la commune est relativement jeune.
En 2018, le taux de personnes d'un âge inférieur à 30 ans s'élève à 37,4 %, soit au-dessus de la moyenne départementale (37,3 %). À l'inverse, le taux de personnes d'âge supérieur à 60 ans est de 19,9 % la même année, alors qu'il est de 23,8 % au niveau départemental.
En 2018, la commune comptait 1 565 hommes pour 1 548 femmes, soit un taux de 50,27 % d'hommes, légèrement supérieur au taux départemental (48,58 %).
Les pyramides des âges de la commune et du département s'établissent comme suit.
| Hommes | Classe d’âge | Femmes |
| ------ | ------------ | ------ |
| 0,2    | 90 ou +      | 0,2    |
| 4,3    | 75-89 ans    | 5,0    |
| 15,0   | 60-74 ans    | 15,1   |
| 21,6   | 45-59 ans    | 20,9   |
| 20,6   | 30-44 ans    | 22,2   |
| 12,9   | 15-29 ans    | 13,7   |
| 25,4   | 0-14 ans     | 22,9   |

| Hommes | Classe d’âge | Femmes |
| ------ | ------------ | ------ |
| 0,6    | 90 ou +      | 1,8    |
| 6      | 75-89 ans    | 8,6    |
| 15,1   | 60-74 ans    | 16,4   |
| 19,4   | 45-59 ans    | 18,8   |
| 20,1   | 30-44 ans    | 19,3   |
| 19,2   | 15-29 ans    | 17,4   |
| 19,5   | 0-14 ans     | 17,6   |

## Lieux et monuments
- L'abbaye Notre-Dame de Blanche-Couronne, fondée par l'ordre cistercien, date du XIIe siècle ; elle est inscrite au titre des Monuments historiques depuis 1994.
- Église Notre-Dame des Aulnes.
- Maison noble du Fresne : En 1429, Le Fresne appartient à Guyomart du Pont[60]. La Famille de Marbré est propriétaire au XVIIe siècle de l'ancienne chapelle de la maison noble du Fresne. Plusieurs statues en bois dont une de saint Nicolas ont été conservées dans la chapelle jusqu'à une date récente. Le lendemain de la bataille de Savenay, des Vendéens fuyant vers la Loire auraient été fusillés contre le mur de la chapelle.
- Chapelle Saint-Joseph, construite sur l'emplacement d'une ancienne chapelle. Elle est bénite le 9 octobre 1844, jour de la foire de la Saint Denis par M. Lantier, curé. Avant-guerre, des offices étaient célébrés les matins de foire. De 1922 à 1929, on accueille des malades mentaux dans l'abbaye de Blanche Couronne. Le dimanche, on amène les pensionnaires dans la chapelle pour y entendre une messe célébrée à leur intention.
- La croix de l'Ebaupin.
- Mareil, chapelle Sainte-Anne.
- La Haie de Mareil, puis Haie de Maure : le premier document fait comme premier propriétaire connu la Famille de Mareil. Par mariage entre Hilaire de Mareil et Jean de Maure la Haie passe à la famille de Maure en 1298. Ensuite on retrouve la famille de Lesnerac, Jean de Lesnerac en 1429, Jeanne de Lesnerac qui épouse Maistre Olivier du Dreseuc (- 12 mai 1483), son fils Eon du Dreseuc (- 15 octobre 1500) devient le propriétaire, son fils Jean du Dreseuc et sa femme Jeanne de Lospital rendent aveu le 23 juin 1543, la Haye de Maure est vassale de la Haye de Lavau. Poncet du Dreseuc fils des précédents. Gilles de Lospital curateur de Bonnaventure du Dreseuc en 1563. La Haie de Maure est défini comme un petit manoir en 1563[61].

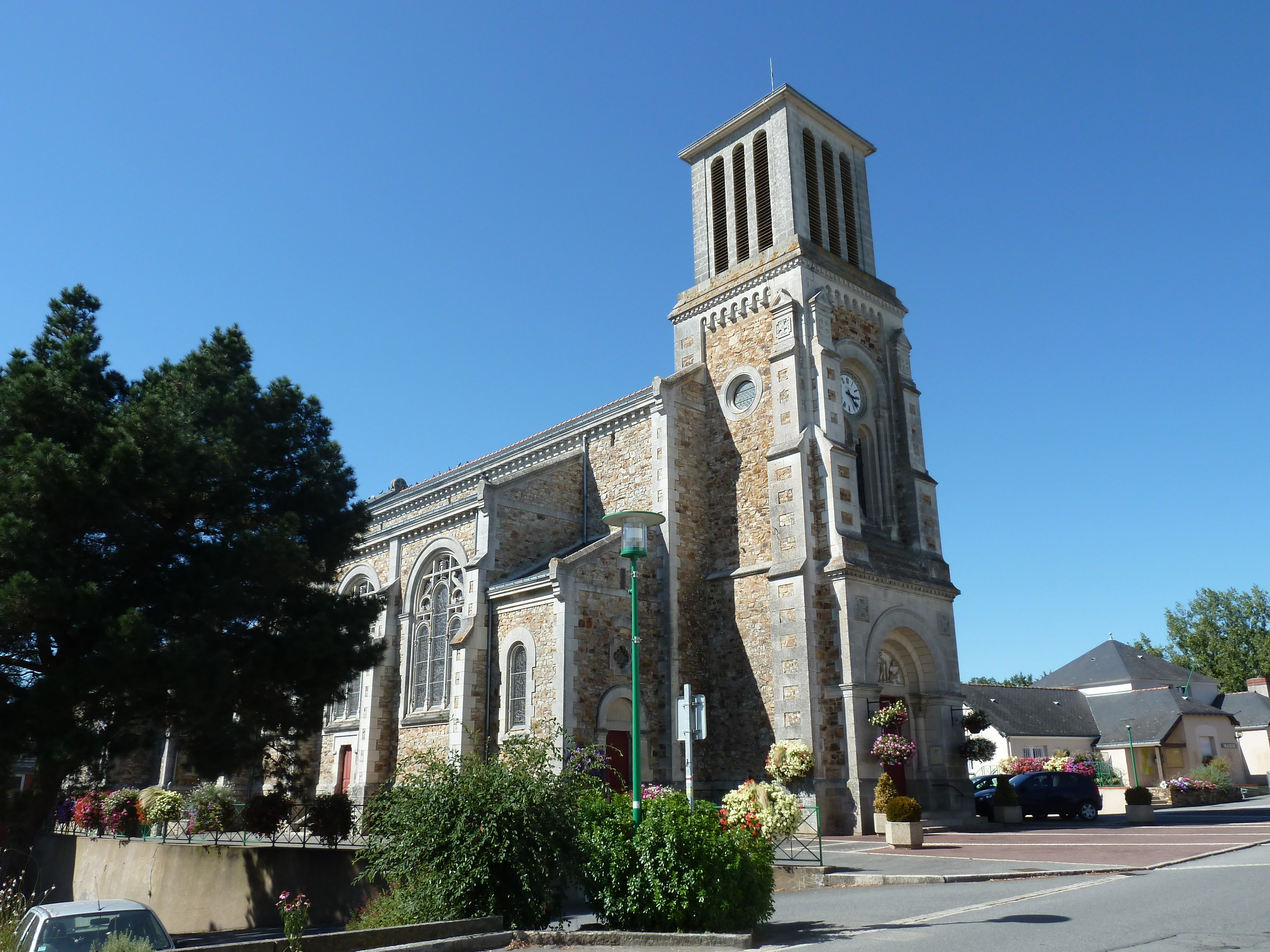
L'église Notre-Dame des Aulnes.
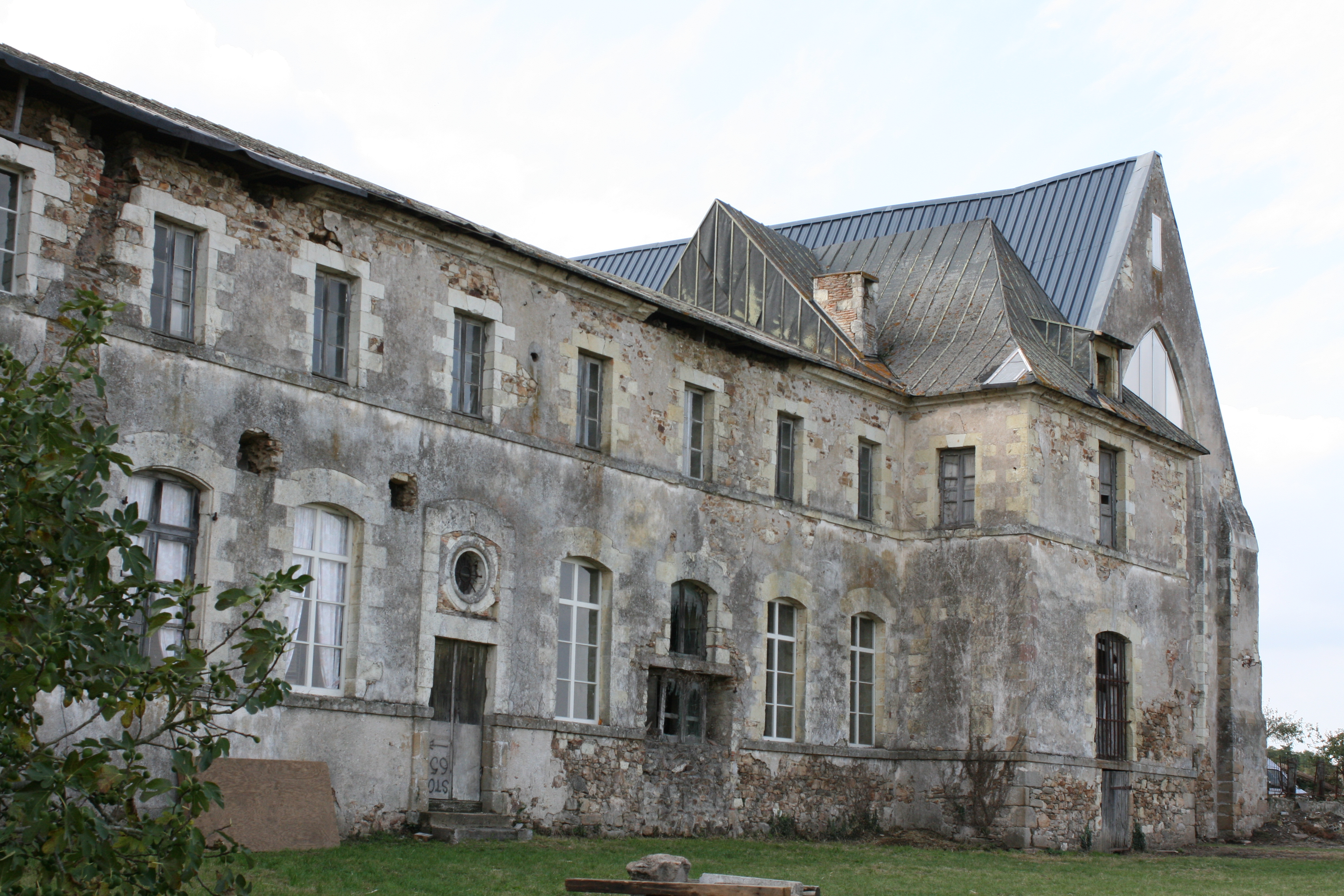
L'ancienne abbaye Notre-Dame de Blanche-Couronne.
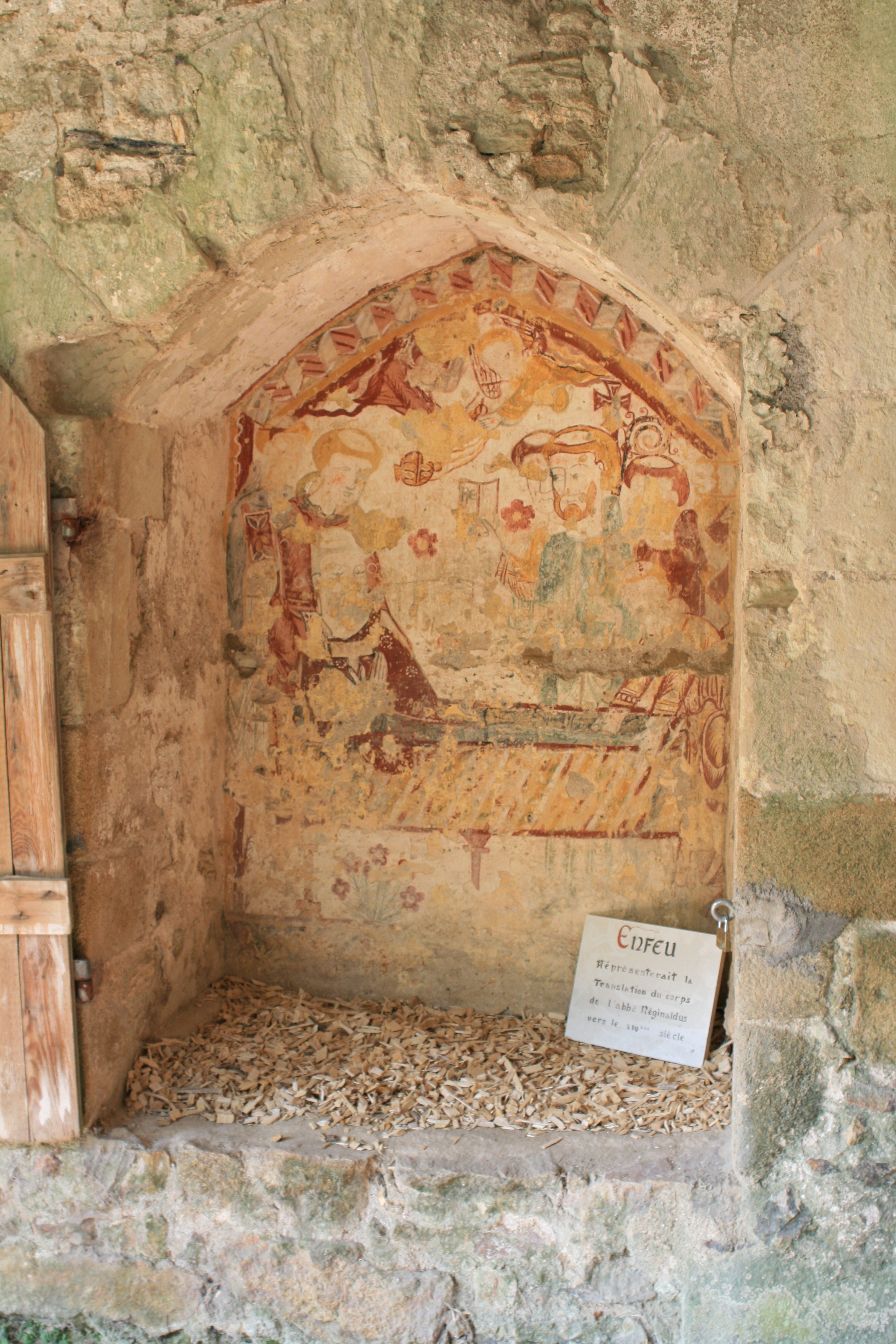
L'enfeu dans l'abbaye Notre-Dame de Blanche-Couronne.
Blason de la famille de Marbré : D'argent à l'aigle éployé de sable.

## Personnalités liées à la commune
- Marcel Cachin, homme politique.

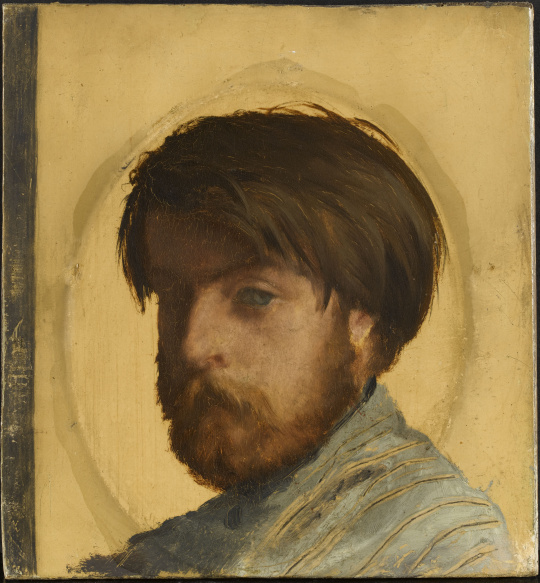
Jean-Louis Hamon, Portrait du peintre Auguste Toulmouche, Dijon, musée Magnin.

- Henri-Charles de Coislin, évêque de Metz.
- Pierre Cornulier, évêque de Rennes et de Tréguier.
- Jules-Élie Delaunay, peintre.
- José-Maria de Heredia, écrivain.
- Jean III de Lorraine, cardinal.
- Anthime Pierre Louis Ménard dit « Anthime-Ménard » (1860-1923), député sous la Troisième République.
- Henri de Régnier, écrivain.
- Auguste Toulmouche, peintre.
- Francis Aupiais, missionnaire au Dahomey, un des tout-premiers africanistes.

## Divers
Selon le découpage de la région Bretagne fait par Erwan Vallerie, La Chapelle-Launay fait partie du pays traditionnel de la Brière et du pays historique du Pays nantais.

### Commerces
La Chapelle Launay a connu :
- le Bar des Sports ;
- la Fromagerie Bozec de 1931 à 1969 ;
- un supermarché Stoc.